# أندريه فروتشن الثاني
أندريه فروتشن الثاني (بالإنجليزية: Andre Fortune II) هو لاعب كرة قدم أمريكي في مركز الوسط، ولد في 3 يوليو 1996 في رالي في الولايات المتحدة. لعب مع نادي شمال كارولاينا.